# Pseudophengodes marginata
Pseudophengodes marginata is een keversoort uit de familie Phengodidae. De wetenschappelijke naam van de soort is voor het eerst geldig gepubliceerd in 1925 door Pic.